# Daniel Rantzau (1534–1589)
Daniel Rantzau (auch: Daniel von Rantzau; * 1534 in Gut Salzau; † 21. August 1589) war Herr auf Salzau und Klosterprobst zu Uetersen.

## Leben

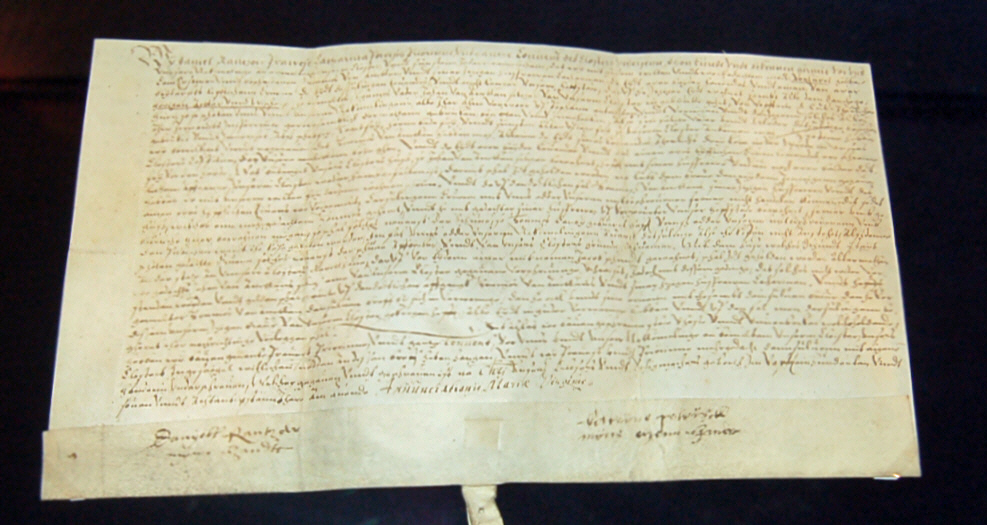
Urkunde von Daniel Rantzau (1587)

Daniel Rantzau war ein Sohn von Henneke Rantzau (* in Hohenfelde; † 1557) und Drude Rantzau (* 1508; † 1581). Seine Frau war Dorothea von Ahlefeldt (* 1530; † 1599). Er folgte Tylen Kulen, der sein Amt als Klosterpropst des Klosters Uetersen nur kurz ausübte. Im Kirchenrechnungsbuch der Gemeinde Seester aus dem Jahr 1576 wurde Daniel Rantzau wie folgt erwähnt: „Item Daniel Rantzowen vor holdt to der dornsen in der Kosterie geven 6 M. 7 Sch.“ („Weiter hat Daniel Rantzau für Holz zur Döns (Wohnstube) in dem Küsterhaus 6 Mark und 7 Schillinge gegeben“). Die Kirche unterstand zu dieser Zeit dem Patronat des Klosters Uetersen, Daniel Rantzau steuerte später noch weiteres Geld zum Ausbau des Küsterhauses zu. Das Amt als Propst übte er bis zu seinem Tod 1589 aus, sein Nachfolger wurde Balthasar Köller.